# کانگورو (فیلم ۱۹۸۷)
«کانگورو» (انگلیسی: Kangaroo (1987 film)) یک فیلم است که در سال ۱۹۸۷ منتشر شد. از بازیگران آن می‌توان به جودی دیویس اشاره کرد.